# Abra Pampa
Abra Pampa és la ciutat capçalera del departament de Cochinoca, en la província argentina de Jujuy. És un centre de serveis de la Puna, la SEGONa població en importància de la regió, després de La Quiaca de la qual es troba 73 km al sud, per la RN 9, pavimentada, que també la comunica amb la capital provincial, distant 224 km. Està situada en l'entrada meridional de la gran altiplanicie coneguda com la Puna Argentina, al peu de turó Huancar. La localitat va ser fundada el 30 d'agost de 1883 com nova capital del departament, 22 km a l'est de l'antic poble de Cochinoca.

## Població
Si bé d'acord amb fonts periodístiques recents (revista "Rumbs" 1/ago/2004) tindria 16.000 hab., el cens INDEC de 2001 li assigna 7.496 hab. a l'àrea urbana i 9.425 hab. a tot el municipi. Abra Pampa és nexe d'unió entre la Puna, les selves i les valls, Abra Pampa és una ciutat netament comercial, malgrat això el seu índex de desocupació és alt. És una ciutat cosmopolita amb una població de 9.425 habitants, la seva principal activitat és el comerç que s'està veient afavorit per la seva ubicació geogràfica.

## Economia
La ramaderia es veu representada per caprins, camèlids i ovins i és de vital importància per a la ciutat que va ser fundada un 30 d'agost de 1883 amb el nom de Sibèria Argentina, la ciutat està situada a 3.484 msnm i va ser declarada com capital de la Puna un 30 d'agost de 1973. Al marge esquerre del riu Miraflores, es troba assentada sobre una planícia alta i extensa que pot ser situada entre els últims contraforts de la serra El Aguilar i les serres de Cochinoca. El clima és propi de la planícia alta; és fred i sec, els voltants d'Abra Pampa són àrids, sorrencs i plans. Les cases es troben emplaçades a banda i banda de la RN 9.